# دوللي كي دولي
دوللي كي دولي (بالهندية: डॉली की डोली) و(بالعربية: رحلة دوللي) هو فيلم كوميدي درامي هندي من إخراج المبتدأ أبهيشيك دورغا وإنتاج الممثل والمنتج أرباز خان تحت راية شركة أرباز خان للإنتاج. ولعبت دور البطولة الممثلة سونام كابور إلى مجموعة من الوجوه البوليوودية كالممثل راجكومار راو. تم عرض الفيلم يوم 23 من يناير 2015.

## عن القصة
تدور أحداث الفيلم عن امرأة شابة تدعى دوللي (سونام كابور)، وهي تقوم بالاحتيال على الرجال الراغبين بالزواج بها، في كل مرة تتجوز من رجل تستنزف تروثه وتختفي ليلة الزفاف، ومن بين كل هذه الأزواج رجل شرطة، الذي يقرر مطاردتها في جو كوميدي درامي.